# Aristolochia rugosa
Aristolochia rugosa Lam. – gatunek rośliny z rodziny kokornakowatych (Aristolochiaceae Juss.). Występuje naturalnie na Gwadelupie, Martynice, Antigui, Saint Vincent, w Wenezueli, Gujanie i Brazylii (w stanach Amazonas, Pará, Rondônia, Mato Grosso, Mato Grosso do Sul, Maranhão, Goiás, Minas Gerais, Rio de Janeiro i São Paulo oraz w Dystrykcie Federalnym).

## Morfologia
PokrójZimozielone pnącze.
LiścieMają 8–12 cm długości oraz 3–7 cm szerokości. Nasada liścia ma sercowato strzałkowaty kształt. Z zaokrąglonym wierzchołkiem. Ogonek liściowy jest nagi i ma długość 10 cm.
KwiatyPojedyncze. Dorastają do 30 mm długości. Są obrzęknięte u podstawy. Mają wyprostowany kształt.
OwoceTorebki o cylindrycznym kształcie. Mają 5 cm długości i 1,5 cm szerokości.

## Biologia i ekologia
Rośnie w lasach. Występuje na wysokości do 600 m n.p.m. Kwitnie przez cały rok